# Graciliano Ramos
Graciliano Ramos de Oliveira (výslovnost [gɾasili'ɐ̃nu 'ʁɐ̃mus dʒi oli'vejɾɐ]; 27. října 1892 Quebrangulo – 20. března 1953 Rio de Janeiro) byl brazilský spisovatel, novinář a překladatel. Patřil k modernistické „generaci třicátých let“, vnášející do brazilské literatury pohled odlehlých regionů a opomíjených společenských vrstev.
Narodil se ve městě Quebrangulo ve státě Alagoas jako nejstarší ze šestnácti dětí. Pracoval jako novinář a maloobchodník a v letech 1927 až 1930 byl starostou města Palmeira dos Índios. Roku 1933 vydal svoji první knihu Caetés. Jeho tvorba vychází z osobní zkušenosti se životem v severovýchodní Brazílii a spojuje prvky neorealismu a existencialismu. Ramosovým nejznámějším dílem je sociální román Vidas secas (česky vyšel roku 1959 jako Vyprahlé životy), popisující poměry v nehostinné vnitrozemské oblasti sertão. Napsal také romány São Bernardo (česky vyšel roku 1983 jako Statek São Bernardo), Angústia a povídkovou sbírku Histórias Incompletas, posmrtně vyšly jeho vzpomínky a zápisky z cest. Přeložil do portugalštiny Mor Alberta Camuse.
V roce 1936 byl uvězněn pro podezření z účasti na spiknutí proti režimu Getúlia Vargase a po jedenácti měsících propuštěn pro nedostatek důkazů. Roku 1945 vstoupil do Brazilské komunistické strany. Počátkem padesátých let navštívil Sovětský svaz a Československo. Zemřel v šedesáti letech na rakovinu plic.
Nelson Pereira dos Santos natočil podle Ramosových knih filmy Vyprahlé životy (1963) a Paměti z vězení (1984).
Byla po něm pojmenována paznehtníkovitá rostlina Dicliptera gracilirama.